# Fresno (banda)
Fresno é uma banda de rock brasileira formada em 1999 em Porto Alegre, Rio Grande do Sul. A formação atual da banda inclui três membros: o vocalista e multi-instrumentista Lucas Silveira, o guitarrista Gustavo Mantovani e o baterista Thiago Guerra. Hoje a banda se consolida como uma das maiores bandas do cenário emo brasileiro. Atualmente, os membros da banda estão radicados em São Paulo. 
A banda passou por diversas mudanças em sua formação: em 2006, o baixista Lezo foi substituído por Esteban Tavares; em 2008, o baterista Cuper foi substituído por Bell Ruschell; em 2012, o tecladista Mario Camelo, que esteve com a banda como músico de apoio desde 2010, se tornou membro oficial; a banda foi um quinteto por pouco tempo, pois dias depois Tavares deixou o grupo para dar total atenção a sua carreira solo e também para ser guitarrista de Humberto Gessinger (a banda optou por não substituir o ex-baixista); em agosto de 2013, Ruschell foi substituído por Thiago Guerra; em 2021, Camelo deixou o grupo.
As composições da banda tratam de desilusões amorosas e sentimentos em sua fase inicial; isso é claro no álbum Redenção, com suas músicas pop/emo. A partir de 2010, começou uma nova fase; com o lançamento do álbum Revanche e posteriormente o EP Cemitério das Boas Intenções, com influências do hard rock e rock industrial. Ocorre também as mudanças nos temas de suas músicas, falando mais sobre superações, realizações e assuntos sociais no geral.

## História

### Anos iniciais (1999 - 2001)
Amigos de colégio, Lucas (guitarra e teclado), Gustavo (guitarra), Pedro (bateria) e Leandro (vocal) tiveram a ideia de montar uma banda em novembro de 1999, após uma reunião do Grêmio Estudantil, do qual os quatro faziam parte. A proposta inicial seria fazer versões punk de músicas consagradas, por pura diversão. No dia 4 de dezembro de 1999, houve o primeiro ensaio na casa do Pedro, e essa é tida como a data oficial da formação da banda.
Eles ensaiaram despretensiosamente por alguns meses, rapidamente deixando de lado a proposta inicial para tocar covers de músicas de sucesso da época. Em maio de 2000, convidaram Bruno, que também estudava na mesma escola, para ensaiar com a banda tocando baixo, só para que eles pudessem se apresentar no festival de bandas da escola, no mês seguinte. Foi nesse festival, no dia 16 de junho de 2000, que aconteceu o primeiro show da banda, com um repertório composto inteiramente de covers - quase todas de pop rock nacional. Depois do show, Bruno acabou decidindo permanecer na banda. A esta altura eles se chamavam Democratas, e começavam a surgir suas primeiras composições próprias, influenciadas principalmente pelo hardcore californiano. Essas canções se espalharam pela Internet em versões acústicas e logo começaram a chamar atenção.

### Quarto dos Livros,O Rio, A Cidade, A ÁrvoreeCiano(2001 - 2006)
Em 2001, ao descobrirem que já havia uma banda nordestina chamada Democratas, os cinco rapazes decidiram mudar o nome. Após algum tempo de indecisão, se contentaram com "Fresno" - sugestão de Lucas, que achava graça na sonoridade da palavra. No final deste mesmo ano, eles gravaram sua primeira demo, O Acaso do Erro, com seis faixas. Foi durante as gravações desse EP que ocorreu a saída do vocalista Leandro da banda. Lucas, que sempre foi o principal compositor, assumiu os vocais, e então a Fresno se manteve como um quarteto.
Em 2003, a banda gravou o álbum independente Quarto dos Livros, com bastante influência de bandas emo como The Get Up Kids. O álbum ganhou destaque com faixas como "Teu Semblante", "Desde Já" e "Stonehenge". Devido ao reconhecimento desse álbum no meio independente, a banda pode fazer turnês por diversos estados brasileiros, sem nenhum tipo de apoio da mídia tradicional.
Em 2004 foi lançado o segundo álbum do quarteto, chamado O Rio, A Cidade, A Árvore, mantendo as influências originais e adicionando novas, como Dashboard Confessional. Esse álbum consolidou ainda mais o respeito pela banda na cena musical alternativa do Brasil. A faixa "Onde Está" conquistou diversas paradas de sucesso, e com ela a Fresno começou a despontar para o grande público.
Em 2006, a banda mostrou ambição ao lançar seu terceiro álbum, chamado Ciano. Com essas 14 faixas (11 inéditas e 3 regravações de Quarto dos Livros), os gaúchos elevaram seu sucesso para além do "underground", obtendo aparições na MTV, alta rotação em rádios de todo país (principalmente com os singles "Quebre As Correntes" e "Alguém Que Te Faz Sorrir") e incontáveis downloads pela Internet. Durante esse processo, Bruno desligou-se da Fresno por motivos pessoais, conforme anunciado no site oficial da banda em 26 de outubro de 2006. Em seu lugar entrou Tavares, que já havia participado da produção de discos anteriores.

### Redenção,Revanchee sucesso nacional (2008 - 2011)
Lançado em 2008, o álbum Redenção foi o principal impulso para lançar a banda no mainstream pela gravadora Universal Music, apostando em uma sonoridade mais comercial. Além disso, o álbum conquistou um Disco de Ouro, entregue pessoalmente pelo empresário Rick Bonadio, na época responsável pela Fresno, em um show no Espaço das Américas em 14 de Dezembro de 2008.
Ainda no ano de 2008, a Fresno participou do programa Estúdio Coca-Cola com Chitãozinho e Xororó. Ambos ainda se apresentaram no Show da Virada, da Rede Globo, exibido no dia 31 de Dezembro.
Em 2009 a banda continuou em ascensão, conquistando importantes prêmios em nível nacional como: Artista do Ano no Prêmio Multishow, Melhor Banda Pop e Artista do Ano no Video Music Brasil (VMB) da MTV. Além disso, houve também coroações individuais no Video Music Brasil para Lucas, como melhor vocalista e para Tavares, como melhor baixista.

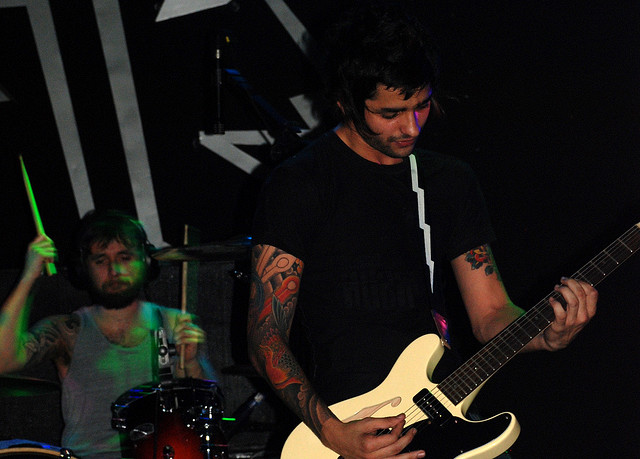
Lucas e Cuper durante concerto da banda.

Em maio de 2010 a banda lançou um novo disco, intitulado Revanche. Com uma sonoridade mais pesada do que o último álbum, algumas faixas contam com grandes distorções nas guitarras como em "Revanche" , "Die Lüge", "A Minha História Não Acaba Aqui" e "Relato de Um Homem de Bom Coração" além das letras mais maduras. O álbum também conta com a música "Porto Alegre", que aborda a cidade de mesmo nome, terra natal da banda.
Em julho do mesmo ano, a banda foi convidada para participar do CD e DVD de comemoração dos 30 anos do Roupa Nova. Fãs assumidos do sexteto carioca, a Fresno entrou no palco ao lado de Serginho Herval, Paulinho, Ricardo Feghali, Kiko, Cleberson Horsth e Nando para tocar um grande hit do Roupa Nova, "Show de rock'n roll", que está presente no álbum Roupa Nova 30 anos.
Já em 2011, gravaram o clipe musical de "Eu Sei" e de "Porto Alegre", falando dos antigos lugares de shows, familiares e lugares que já passaram.

### Saída da Universal Music eInfinito(2011 - 2013)
No ano de 2011, a Fresno saiu da Universal, que havia sido sua gravadora desde 2008, e voltou a ser independente. Em novembro desse ano, a banda anunciou o lançamento de um EP com quatro faixas, para o dia 12 de dezembro de 2011, intitulado "Cemitério das Boas Intenções", na fanpage da banda no Facebook. 
Em 29 de março de 2012,  a banda anunciou a saída do baixista Rodrigo Tavares por meio de sua página no Facebook, que declarou seu foco na carreira solo, como Esteban. Ainda no início de 2012, a banda anunciou seu novo álbum, Infinito, para o segundo semestre de 2012, e lançaram os primeiros singles deste, "Infinito" e "Maior Que As Muralhas".
O álbum Infinito foi lançado na iTunes Store dia 1° de novembro e as músicas foram disponibilizadas na íntegra no canal da banda no YouTube. O álbum foi lançado fisicamente no dia 23 do mesmo mês.
Em 2013 a banda ainda teve sua participação no Europe Music Awards (EMA) da MTV. O evento aconteceu em Amsterdã, na Holanda. A banda foi escolhida para representar a América Latina, venceu a votação nacional e a segunda fase do prêmio.

### Eu Sou a Maré Vivae 15 anos de banda (2014 - 2015)
Dois anos após o lançamento de seu último álbum, Infinito (2012), a banda lança o EP Eu Sou a Maré Viva. Depois de tocar na edição deste ano do festival SXSW, nos Estados Unidos, onde fez cinco shows, a banda volta ao Brasil para lançar sua nova turnê de divulgação do novo álbum. Se no álbum anterior eles flertavam com um som mais pesado, dessa vez o quarteto aposta em um som firme e grandioso, apostando em letras impactantes.
O trabalho traz cinco faixas, entre elas estão: "À prova de balas", "Manifesto (feat. Lenine e Emicida)", "Eu sou a maré viva", "O único a perder" e "Icarus", todas gravadas durante quatro dias em um sítio no interior de São Paulo. Em destaque, na canção Manifesto Lucas divide os vocais com Lenine e com o rapper Emicida.
Lançado oficialmente no dia 31 de março de 2014, Eu Sou a Maré Viva ficou entre os mais vendidos do iTunes durante a sua pré-venda.
Como comemoração aos 15 anos de banda, em 2015 é lançado o primeiro álbum ao vivo, Fresno 15 Anos ao Vivo, gravado no dia 16 de outubro de 2014, na cidade de São Paulo; cerca de 2600 fãs de todas as partes do Brasil compareceram. Foi a primeira vez que eles tocaram ao vivo a música "Acordar". Além dos fãs, outros artistas do meio musical como Mi Vieira (Gloria) e Teco Martins (Rancore) também estiveram presentes.

### A Sinfonia de Tudo Que Há(2016)
No dia 15 de setembro de 2016 foi anunciado o novo disco da banda, A Sinfonia de Tudo Que Há, por meio do Facebook e canal do Youtube. "Gravamos um disco e vocês nem viram" - disse Lucas Silveira em uma brincadeira com os fãs da banda durante o anúncio. O disco foi lançado em 13 de outubro, um mês após a divulgação do vídeo, para todas as plataformas de vendas online.
Pouco tempo depois também foi lançado o trailer de um novo projeto de vídeo em três partes intitulado "Galena", no canal do Youtube da banda.

### Sua Alegria Foi Cancelada, Pandemia e Saída de Camelo(2019 - 2021)
Em julho de 2019, o grupo lança o disco “sua alegria foi cancelada”, com temáticas e sonoridades mais melancólicas, sombrias e politizadas. Lucas Silveira explicou que a abordagem mais tristonha foi resgatada das origens da banda, porém com maior exploração nos outros aspectos da tristeza, seja relacionada à relacionamentos amorosos ou sociais. Também enfatizou a importância de adotar uma narrativa de reflexão e entendimento diante dessa “tristeza inexplicável”. Indo na contramão do disco anterior, “A Sinfonia de Tudo que Há”, cheio de esperança, Lucas desabafa “É um álbum que tem uma carga triste”.
Com uma variedade de experimentações, passando pela musica eletrônica e indie, a banda também contou com colaborações de artistas, como o trio Tuyo e a cantora Jade Baraldo, e com a produção do próprio vocalista no seu estúdio caseiro. Ele também foi quem sugeriu, para a divulgação do disco, adotar a cor amarela fluorescente não apenas na capa do disco, mas como nas postagens e perfis nas redes sociais.
Porém, a turnê do disco foi cancelada devido à pandemia de COVID-19. A banda começa a planejar uma live que seria histórica, a QuarentEMO. Na noite do dia 17 de abril de 2020, Lucas fez 4 horas de live, tocando sucessos da Fresno e músicas de outros grupos como NX Zero, CPM 22, Chitãozinho & Xororó, entre outros. A live arrecadou mais de 8 mil cestas básicas para serem doadas para instituições de caridade e também contou com participações de Glenn Greenwald e Tavares, ex-baixista da banda.  A live ficou em #1 em alta no YouTube, teve um auge de mais de 100 mil pessoas simultâneas.
Em 24 de agosto de 2021, a banda anunciou a saída do tecladista Mario Camelo por meio de suas páginas no Facebook e Instagram.

### INVentário, Vou Ter Que Me Virar e 20 anos de Quarto Dos Livros (2021-2023)
Após uma semana depois do anuncio da saída de Camelo, a Fresno, agora como um trio, lança o primeiro single do projeto "INVentário", que reuniria músicas, inéditas ou não, que nunca entraram em projetos concretos da banda. Lucas Silveira observou que ao longo do tempo, se tornou evidente a quantidade significativa de material produzido, notando que sempre geraram mais conteúdo do que efetivamente lançaram. Ele enfatizou que algumas criações não foram incluídas no 'corte final', seja por não atenderem às expectativas da banda ou por terem surgido em momentos inoportunos para lançamento. O projeto INVentario, ao completar 20 faixas lançadas com uma frequência muito alta, foi compilado pra um único álbum no dia 13 de outubro de 2021, e nesse mesmo dia, o grupo anuncia o nono disco de estúdio, o “Vou Ter Que Me Virar”, pouco menos de um mês do lançamento.
No dia 5 de novembro de 2021, é lançado o “Vou Ter Que Me Virar”, um disco bem versátil musicalmente, que vai de aspectos dançantes até o rock ‘pauleira’. As letras, como de costume, trazem uma certa melancolia, porém com muita esperança, como a própria banda relata. Gravado e produzido ao longo do ano de 2020, com os integrantes isolados nas suas casas, Lucas explicou que a intenção deles era aumentar a transparência nas letras, sem filtros, para refletir verdadeiramente o que estavam vivenciando, acreditando que isso permitiria uma maior identificação do público com o trabalho deles. Ele destacou que essa abordagem sempre foi uma constante em seus discos anteriores.
O álbum, que teve mais de 40 versões antes de chegar no resultado final(3), contém participação especial de Lulu Santos, na faixa “Já Faz Tanto Tempo”, que teria sido gravada em 2019, logo após o lançamento do “Sua Alegria Foi Cancelada”. O disco foi gravado e produzido, basicamente, durante o período da pandemia. Lucas explicou que ao longo de 2020, cada membro da banda contribuiu com o trabalho em suas próprias casas. No final do ano, o álbum já estava pronto, e eles optaram por adiar o lançamento em busca de um momento mais propício. Porém, até que esse momento chegasse, eles continuaram produzindo músicas.
Em agosto de 2023, o primeiro disco da Fresno, “Quarto dos Livros”, completava 20 anos e como comemoração, o grupo fez uma live especial no youtube e tiktok onde regravava quase o disco inteiro, além de re-lançar o disco em formato de vinil. Lucas destacou que esse projeto não era uma releitura, mas uma homenagem ao disco já que ele ‘conta uma história contextualizada à época.

#### Protesto no Lollapalooza
Ao entrar na turnê bem-sucedida do disco Vou Ter Que Me Virar, a banda foi convidada a abrir o ultimo dia do Lollapalooza 2022, no dia 27 de março. Naquela manhã, o então ministro do STJ, Raul Araújo, a pedido do PL, vetou atos que configurassem propaganda eleitoral no festival, sob multa de R$50 mil. Porém, isso não impediu de Lucas Silveira soltar um “Fora, Bolsonaro” e da banda projetar a frase no telão durante a música “Fudeu!!!” que faz críticas ao, até então, presidente Jair Bolsonaro.

### Eu Nunca Fui Embora (2024)
Em 23 de novembro de 2023, a banda lançou o single "Eu Nunca Fui Embora". O single também contou com um clipe oficial, que foi lançado no dia seguinte.  Em 4 de dezembro de 2023, dia que é considerado o aniversário da 24 anos da banda, foi anunciado nas suas redes sociais que seu próximo álbum, de mesmo título do single, seria lançado em breve.
Em 28 de março de 2024, a banda anunciou oficialmente a data de lançamento da Parte 1 do álbum: 5 de abril. O álbum ainda contou com diversas Listening Parties simultâneas ao redor do mundo no dia 3 de abril, incluindo eventos em São Paulo e Porto Alegre . Esse que é o décimo trabalho de estúdio da banda, conta com 7 faixas, além de participações especiais com outros artistas, como Pabllo Vittar.
A Parte 2 do álbum foi lançada em 26 de setembro do mesmo ano, com diversas Listening Parties ao redor do mundo no dia 25 de setembro. A Listening Party de Porto Alegre, no entanto, ocorreu no dia 24. A Parte 2 do álbum possui 6 músicas inéditas e uma nova versão da faixa 'Camadas' com a participação de Chitãozinho e Xororó. Além deles, a Parte 2 conta com colaborações de NX Zero, Dead Fish e Felipe Catto.

## Integrantes

#### Formação atual
- Lucas Silveira: vocal (2001 - presente), guitarra (1999 - presente), teclados (1999 - presente)
- Gustavo "Vavo" Mantovani: guitarra, vocal de apoio (1999 - presente)
- Thiago Guerra: bateria (2013 - presente)

#### Ex-integrantes
- Leandro "Nego" Pereira: vocal (1999 - 2001)
- Bruno "Lezo" Teixeira: baixo, vocal de apoio (1999 - 2006)
- Pedro "Cuper" Cupertino: bateria (1999 - 2008)
- Rodrigo "Esteban" Tavares: baixo, vocal de apoio (2006 - 2012)
- Rodrigo "Bell" Ruschel: bateria (2008 - 2013)
- Mario Camelo: teclados, vocal de apoio (2010 - 2021)

#### Músicos de apoio
- Ana Karina Sebastião: baixo (2024 - presente)
- Tom Vicentini: baixo (2013 - 2024)

## Discografia
- Quarto dos Livros (2003)
- O Rio, a Cidade, a Árvore (2004)
- Ciano (2006)
- Redenção (2008)
- 'Revanche  (2010)
- Infinito (2012)
- A Sinfonia de Tudo Que Há (2016)
- Sua Alegria Foi Cancelada (2019)
- Vou Ter Que Me Virar (2021)
- Eu Nunca Fui Embora (2024)

## Prêmios e indicações

### Individuais
| Ano  | Prêmio                                     | Categoria             | Indicação       | Resultado |
| ---- | ------------------------------------------ | --------------------- | --------------- | --------- |
| 2009 | VMB 2009                                   | Vocalista do Ano      | Lucas Silveira  | Venceu    |
| 2009 | VMB 2009                                   | Baixista do Ano       | Rodrigo Tavares | Venceu    |
| 2010 | Prêmio Multishow de Música Brasileira 2010 | Melhor instrumentista | Rodrigo Tavares | Venceu    |
| 2013 | Prêmio Rock Show 2013                      | Vocalista do Ano      | Lucas Silveira  | Venceu    |

### Conjuntos
| Ano  | Prêmio                                     | Categoria                       | Resultado |
| ---- | ------------------------------------------ | ------------------------------- | --------- |
| 2006 | VMB 2006                                   | Escolha da Audiência            | Indicado  |
| 2007 | VMB 2007                                   | Banda Revelação                 | Venceu    |
| 2008 | VMB 2008                                   | Artista do ano                  | Indicado  |
| 2009 | VMB 2009                                   | Artista do ano                  | Venceu    |
| 2009 | VMB 2009                                   | Melhor Artista Pop              | Venceu    |
| 2009 | Prêmio Multishow de Música Brasileira 2009 | Melhor Grupo                    | Venceu    |
| 2009 | Prêmio Multishow de Música Brasileira 2009 | Melhor Clipe                    | Indicado  |
| 2010 | VMB 2010                                   | Artista do Ano                  | Indicado  |
| 2010 | VMB 2010                                   | Melhor Artista Pop              | Indicado  |
| 2010 | Prêmio Multishow de Música Brasileira 2010 | Melhor Grupo                    | Indicado  |
| 2010 | Prêmio Multishow de Música Brasileira 2010 | Melhor DVD                      | Indicado  |
| 2010 | Prêmio Multishow de Música Brasileira 2010 | Melhor Show                     | Indicado  |
| 2011 | VMB 2011                                   | Hit do Ano                      | Indicado  |
| 2011 | Prêmio Multishow de Música Brasileira 2011 | Melhor Grupo                    | Indicado  |
| 2011 | Prêmio Multishow de Música Brasileira 2011 | Melhor Clipe                    | Indicado  |
| 2011 | Prêmio Multishow de Música Brasileira 2011 | Melhor Álbum                    | Indicado  |
| 2011 | Grammy Latino 2011                         | Melhor Álbum de Rock Brasileiro | Indicado  |
| 2012 | VMB 2012                                   | Clipe do Ano                    | Indicado  |
| 2012 | Prêmio Rock Show 2012                      | Clipe do Ano                    | Venceu    |
| 2013 | EMA 2013                                   | Best Brazilian Act              | Venceu    |
| 2013 | EMA 2013                                   | Latin American Act              | Venceu    |
| 2013 | EMA 2013                                   | Worldwide Act                   | Indicado  |